# Kryssprodukt

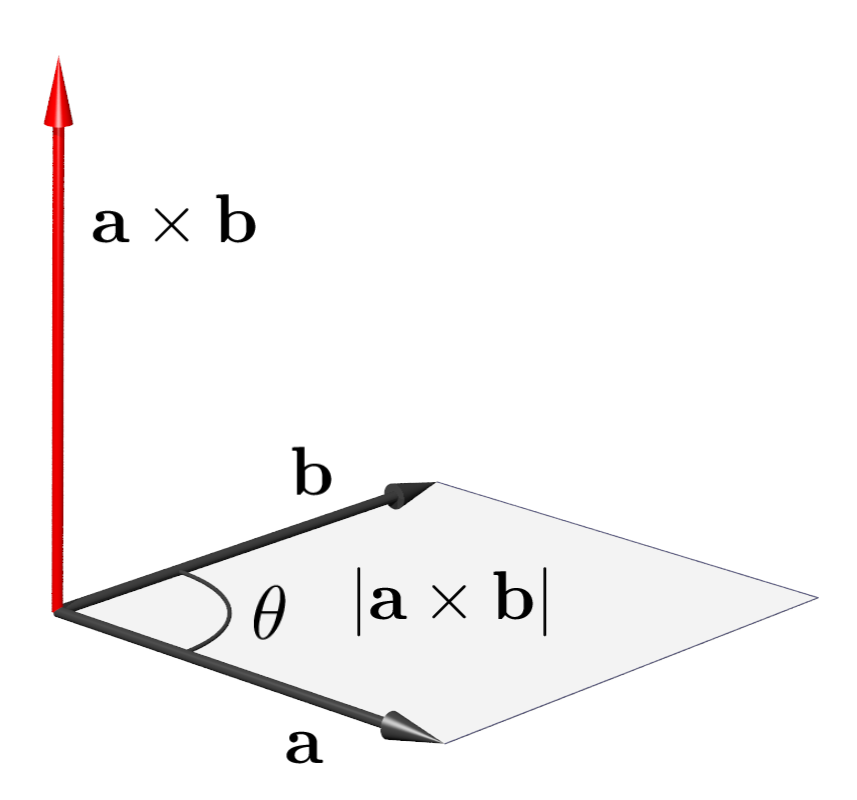
Parallellogrammens area ger storleken av a×b

En kryssprodukt är en form av vektorprodukt som är definierad för vissa vektorrum (över R3 och R7). 
Den är antikommutativ (det vill säga, a × b = −(b × a)) och är distributiv över addition (det vill säga, a × (b + c) = a × b + a × c).
Kryssprodukten är en pseudovektor.

## Kryssprodukten i R3
Två tredimensionella vektorer (a och b) som kryssmultipliceras ger upphov till en ny tredimensionell vektor (a × b). Som alla andra tredimensionella vektorer har kryssprodukten en längd och en riktning; dess riktning är vinkelrät mot det plan som spänns upp av de två vektorerna a och b, samt ordnad efter högerhandsregeln och dess längd är bestämd av den uppspända areans storlek och beror därmed på vinkeln θ mellan a och b:
{\displaystyle \vert \mathbf {a} \times \mathbf {b} \vert =\vert \mathbf {a} \vert \,\vert \mathbf {b} \vert \,\sin \theta }
vilket innebär att kryssprodukten av två parallella vektorer är noll.
Om de kartesiska komponenterna för två vektorer a och b är kända, går det att beräkna de motsvarande kartesiska komponenterna för kryssprodukten enligt
{\displaystyle {\begin{bmatrix}a_{x}\\a_{y}\\a_{z}\end{bmatrix}}\times {\begin{bmatrix}b_{x}\\b_{y}\\b_{z}\end{bmatrix}}={\begin{bmatrix}a_{y}b_{z}-a_{z}b_{y}\\a_{z}b_{x}-a_{x}b_{z}\\a_{x}b_{y}-a_{y}b_{x}\end{bmatrix}}}
eller som en determinant:
{\displaystyle \mathbf {a} \times \mathbf {b} ={\begin{vmatrix}\mathbf {e} _{x}&\mathbf {e} _{y}&\mathbf {e} _{z}\\a_{x}&a_{y}&a_{z}\\b_{x}&b_{y}&b_{z}\\\end{vmatrix}}=(a_{y}b_{z}-a_{z}b_{y})\,\mathbf {e} _{x}+(a_{z}b_{x}-a_{x}b_{z})\,\mathbf {e} _{y}+(a_{x}b_{y}-a_{y}b_{x})\,\mathbf {e} _{z}}
där
{\displaystyle \mathbf {e} _{x}=(1,0,0),\ \mathbf {e} _{y}=(0,1,0),\ \mathbf {e} _{z}=(0,0,1)}
är standardbasen i ℝ3.

### Beräkning av kryssprodukten med standardbasvektorer

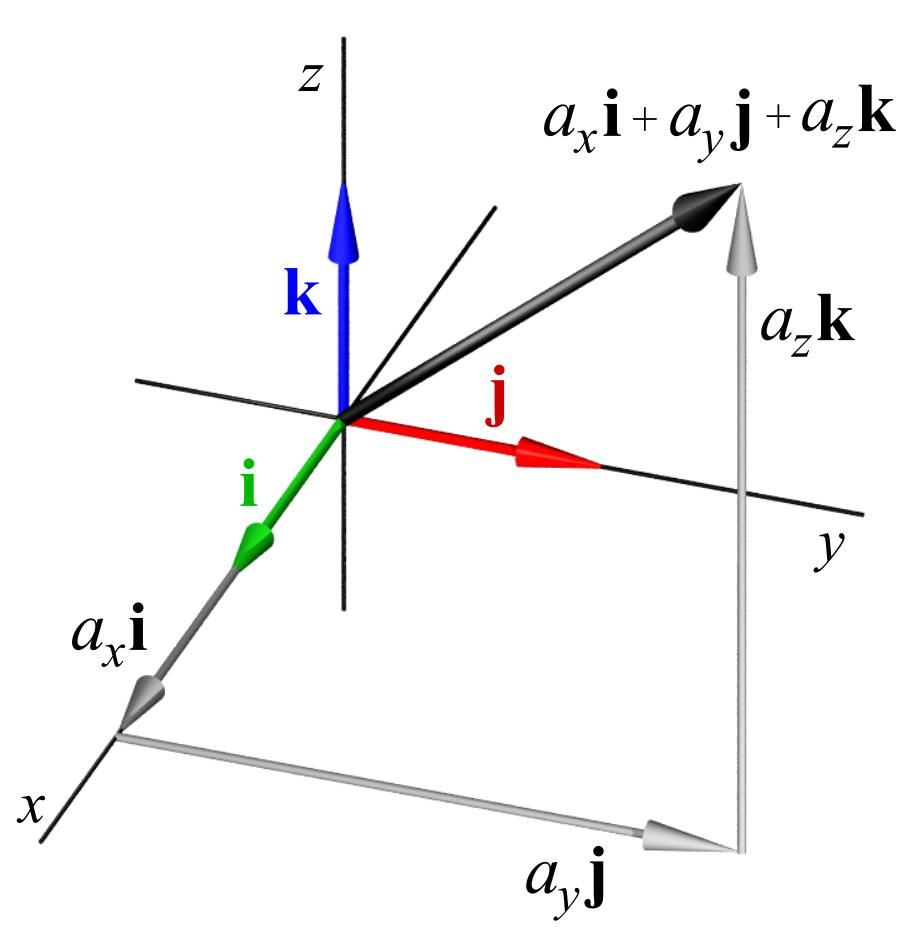
En 3-dimensionell vektor bestämd av basvektorerna i, j, k

Standardbasvektorerna i, j och k satisfierar i ett ortogonalt högerorienterat koordinatsystem likheterna
{\displaystyle {\begin{aligned}\mathbf {i} \times \mathbf {j} &=\mathbf {k} \\\mathbf {j} \times \mathbf {k} &=\mathbf {i} \\\mathbf {k} \times \mathbf {i} &=\mathbf {j} \end{aligned}}}
vilket på grund av kryssproduktens antikommutativitet implicerar 
{\displaystyle {\begin{aligned}\mathbf {j\times i} &=-\mathbf {k} \\\mathbf {k\times j} &=-\mathbf {i} \\\mathbf {i\times k} &=-\mathbf {j} \end{aligned}}}
Kryssproduktens definition implicerar också att
{\displaystyle \mathbf {i} \times \mathbf {i} =\mathbf {j} \times \mathbf {j} =\mathbf {k} \times \mathbf {k} =\mathbf {0} } (nollvektorn).
Dessa likheter, tillsammans med kryssproduktens distributivitet och linjäritet, är tillräckliga för att bestämma kryssprodukten för alla par av vektorer a och b. Varje vektor kan definieras som summan av tre ortogonala komponenter parallella med standardbasvektorerna:
{\displaystyle {\begin{aligned}\mathbf {a} &=a_{1}\mathbf {i} +a_{2}\mathbf {j} +a_{3}\mathbf {k} \\\mathbf {b} &=b_{1}\mathbf {i} +b_{2}\mathbf {j} +b_{3}\mathbf {k} \end{aligned}}}
Deras kryssprodukt a × b kan expanderas på grund av distributiviteten:
{\displaystyle {\begin{aligned}\mathbf {a} \times \mathbf {b} ={}&(a_{1}\mathbf {i} +a_{2}\mathbf {j} +a_{3}\mathbf {k} )\times (b_{1}\mathbf {i} +b_{2}\mathbf {j} +b_{3}\mathbf {k} )\\={}&a_{1}b_{1}(\mathbf {i} \times \mathbf {i} )+a_{1}b_{2}(\mathbf {i} \times \mathbf {j} )+a_{1}b_{3}(\mathbf {i} \times \mathbf {k} )+{}\\&a_{2}b_{1}(\mathbf {j} \times \mathbf {i} )+a_{2}b_{2}(\mathbf {j} \times \mathbf {j} )+a_{2}b_{3}(\mathbf {j} \times \mathbf {k} )+{}\\&a_{3}b_{1}(\mathbf {k} \times \mathbf {i} )+a_{3}b_{2}(\mathbf {k} \times \mathbf {j} )+a_{3}b_{3}(\mathbf {k} \times \mathbf {k} )\\\end{aligned}}}
Detta kan tolkas som en uppdelning av a × b till en summa av nio enklare kryssprodukter med samma riktningar som vektorerna i, j, eller k. Var och en av dessa nio kryssprodukter opererar på två vektorer som är enkla att hantera då de är inbördes antingen parallella eller ortogonala. Från denna uppdelning erhålls 
{\displaystyle {\begin{aligned}\mathbf {a} \times \mathbf {b} ={}&-a_{1}b_{1}\mathbf {0} +a_{1}b_{2}\mathbf {k} -a_{1}b_{3}\mathbf {j} \\&-a_{2}b_{1}\mathbf {k} -a_{2}b_{2}\mathbf {0} +a_{2}b_{3}\mathbf {i} \\&+a_{3}b_{1}\mathbf {j} -a_{3}b_{2}\mathbf {i} -a_{3}b_{3}\mathbf {0} \\={}&(a_{2}b_{3}-a_{3}b_{2})\mathbf {i} +(a_{3}b_{1}-a_{1}b_{3})\mathbf {j} +(a_{1}b_{2}-a_{2}b_{1})\mathbf {k} \\\end{aligned}}}

### Minnesregel
Skriv två rader där komponenterna till vektorerna 
{\displaystyle \mathbf {a} =(a_{1},\ a_{2},\ a_{3})}
{\displaystyle \mathbf {b} =(b_{1},\ b_{2},\ b_{3})}
skrivs två gånger efter varandra på respektive rad. Bilda sedan kryssprodukten med hjälp av schemat

### Fysikaliska tillämpningar
Kryssprodukten används för att beräkna vektorvärda storheter som är produkten av två vektorvärda fysikaliska storheter:
- Rörelsemängdsmoment
- Vridmoment
- Lorentzkraft
- Magnetfält

## Generaliseringar
Begreppet kryssprodukt kan generaliseras till att gälla vektorer a och b i högre dimensioner. Kryssprodukten är då en kombination av en yttre produkt med den så kallade Hodges stjärna-operatorn.